# Joe Matte (hockey sur glace, 1909)
Pour les articles homonymes, voir Joe Matte et Matte.
Roland Joseph Matte, surnommé Joe (né le 15 mars 1909 à Bourget, Ontario, Canada – mort le 16 mai 1988 à Los Angeles, Californie, États-Unis) est un joueur professionnel canadien de hockey sur glace. Il évoluait à la position de défenseur.

## Carrière
Joe Matte joue son hockey junior avec les Shamrocks d’Ottawa. Il signe son premier contrat professionnel avec les Cougars de Detroit de la Ligue nationale de hockey lors de la saison 1929-1930. Il participe à 12 matchs avec le grand club, obtenant une aide, mais il passe la majorité de la saison avec les Olympics de Détroit de la Ligue internationale de hockey, l’ancêtre de la Ligue américaine. Il demeure dans la LIH pendant les trois saisons suivantes, portant  l’uniforme des Yellowjackets de Pittsburgh et des Indians de Cleveland. À l’automne 1933, il signe un contrat avec les Flyers de Saint-Louis de l’Association américaine de hockey. Il s’aligne avec ce club jusqu’en 1940 et connaît les meilleurs moments de sa carrière, comptant un total de 76 buts en saison régulière et aidant son équipe à remporter quatre championnats de l’AAH. Il passe ensuite deux saisons avec les Americans de Kansas City, puis il s’entend avec les Barons de Cleveland de la LAH à l’automne 1942. Comme toutes les équipes de la LNH en ces temps de guerre, le club des Blackhawks de Chicago voit certains de ses joueurs partir au front et manque d’effectifs. La directeur gérant Bill Tobin décide donc d’offrir un contrat à Matte. Treize ans se sont écoulées depuis son dernier match dans la LNH. Il s’agit de la plus longue séquence du genre dans l’histoire de la ligue. Le défenseur de 33 ans joue dans 12 parties et enregistre 2 passes. Libéré par les Hawks au printemps, Matte décide finalement de prendre sa retraite. Cinq plus tard, il effectue un retour au jeu avec les Americans d'Akron de la Ligue internationale de hockey en disputant 18 matchs. À la fin de la saison 1948-1949, il accroche définitivement ses patins.

## Biographie
Il est le père du porteur de ballon, Tom Matte, qui a joué de 1961 à 1972 avec les Colts de Baltimore de la NFL. À la fin de sa vie, Joe Matte souffre d’emphysème et meurt plus tard à Los Angeles à l’âge de 79 ans.

## Statistiques
Pour les significations des abréviations, voir Statistiques du hockey sur glace.
| Saison     | Équipe                      | Ligue      |     | Saison régulière | Saison régulière | Saison régulière | Saison régulière | Saison régulière |   | Séries éliminatoires | Séries éliminatoires | Séries éliminatoires | Séries éliminatoires | Séries éliminatoires |
| Saison     | Équipe                      | Ligue      | PJ  | B                | A                | Pts              | Pun              | PJ               | B | A                    | Pts                  | Pun                  |                      |                      |
| 1929-1930  | Olympics de Détroit         | LIH        | 26  | 0                | 0                | 0                | 6                | -                | - | -                    | -                    | –                    |                      |                      |
| 1929-1930  | Cougars de Détroit          | LNH        | 12  | 0                | 1                | 1                | 0                | -                | - | -                    | -                    | –                    |                      |                      |
| 1930-1931  | Yellowjackets de Pittsburgh | LIH        | 3   | 1                | 0                | 1                | 0                | -                | - | -                    | -                    | –                    |                      |                      |
| 1930-1931  | Olympics de Détroit         | LIH        | 2   | 0                | 0                | 0                | 0                | -                | - | -                    | -                    | –                    |                      |                      |
| 1930-1931  | Cataracts de Niagara Falls  | OHASAL     | 25  | 9                | 1                | 10               | 45               | 5                | 2 | 0                    | 2                    | 10                   |                      |                      |
| 1931-1932  | Yellowjackets de Pittsburgh | LIH        | 48  | 4                | 4                | 8                | 82               | -                | - | -                    | -                    | –                    |                      |                      |
| 1932-1933  | Indians de Cleveland        | LIH        | 34  | 3                | 4                | 7                | 34               | -                | - | -                    | -                    | –                    |                      |                      |
| 1933-1934  | Falcons de Cleveland        | LIH        | 1   | 0                | 0                | 0                | 0                | -                | - | -                    | -                    | –                    |                      |                      |
| 1933-1934  | Flyers de Saint-Louis       | AAH        | 47  | 11               | 3                | 14               | 78               | 7                | 0 | 0                    | 0                    | 12                   |                      |                      |
| 1933-1934  | Flyers de Saint-Louis       | AAH        | 48  | 14               | 10               | 24               | 50               | 6                | 1 | 1                    | 2                    | 10                   |                      |                      |
| 1935-1936  | Flyers de Saint-Louis       | AAH        | 41  | 5                | 8                | 13               | 36               | 6                | 1 | 0                    | 1                    | 13                   |                      |                      |
| 1936-1937  | Flyers de Saint-Louis       | AAH        | 41  | 5                | 8                | 13               | 38               | 8                | 1 | 0                    | 1                    | 4                    |                      |                      |
| 1937-1938  | Flyers de Saint-Louis       | AAH        | 48  | 15               | 17               | 32               | 45               | 7                | 0 | 3                    | 3                    | 4                    |                      |                      |
| 1938-1939  | Flyers de Saint-Louis       | AAH        | 40  | 13               | 15               | 28               | 28               | 7                | 2 | 1                    | 3                    | 4                    |                      |                      |
| 1939-1940  | Flyers de Saint-Louis       | AAH        | 48  | 13               | 15               | 28               | 68               | 5                | 0 | 1                    | 1                    | 12                   |                      |                      |
| 1940-1941  | Americans de Kansas City    | AAH        | 44  | 9                | 3                | 12               | 22               | 8                | 1 | 2                    | 3                    | 16                   |                      |                      |
| 1941-1942  | Americans de Kansas City    | AAH        | 50  | 4                | 6                | 10               | 41               | 6                | 0 | 1                    | 1                    | 2                    |                      |                      |
| 1942-1943  | Barons de Cleveland         | LAH        | 25  | 2                | 5                | 7                | 2                | 3                | 0 | 1                    | 1                    | 0                    |                      |                      |
| 1942-1943  | Blackhawks de Chicago       | LNH        | 12  | 0                | 2                | 2                | 8                | -                | - | -                    | -                    | –                    |                      |                      |
|            |                             |            |     |                  |                  |                  |                  |                  |   |                      |                      |                      |                      |                      |
| 1947-1948  | Stars d'Akron               | OhSHL      |     |                  |                  |                  |                  |                  |   |                      |                      |                      |                      |                      |
| 1948-1949  | Americans d'Akron           | LIH        | 18  | 3                | 3                | 6                | 16               | -                | - | -                    | -                    | –                    |                      |                      |
| Totaux AAH | Totaux AAH                  | Totaux AAH | 408 | 89               | 85               | 174              | 384              | 60               | 6 | 9                    | 15                   | 87                   |                      |                      |
| Totaux LIH | Totaux LIH                  | Totaux LIH |     | 114              | 8                | 8                | 16               | 122              |   | -                    | -                    | -                    | -                    | –                    |